# Diario di Izumi Shikibu
Il Diario di Izumi Shikibu (和泉式部日記, Izumi Shikibu Nikki) è un'opera letteraria del genere Nikki; sia l'autore che l'anno di stesura non sono noti ma si ipotizza sia stato scritto da un aristocratico dell'XI secolo che ha cercato di ricostruire alcuni anni della vita di Izumi Shikibu nel tentativo di difenderne la reputazione. L'opera presenta, secondo molti, la finalità di istruire e offrire un esempio alle dame della corte del Periodo Heian in modo che fosse per loro una sorta di galateo da seguire. A differenza delle altre opere dello stesso genere, la protagonista vive le sue esperienze offrendo una speranza alle lettrici, costrette a vivere un'esistenza infausta a causa delle imposizioni sociali e culturali.
L'uso della terza persona può trarre in inganno, non vedendolo come un testo autobiografico, può attribuirgli altri significati. Si fa sempre riferimento alla protagonista con il nome di donna, senza mai usare pronomi. Nonostante nell'intestazione appaia la parola Nikki (tradotta come diario) infatti, quest'opera non è di facile classificazione in quanto presenta elementi anche della raccolta poetica e del racconto di finzione. Questo problema è stato motivo di discussioni in Giappone, dove è ancora acceso il dibattito sul titolo dell'opera; molti suggeriscono infatti che il titolo da attribuirle sia in realtà Izumi Shikibu Monogatari (il racconto di Izumi Shikibu).

## Trama
In quest'opera è descritta la storia d'amore tra Izumi Shikibu e il principe Atsumichi, fratello dello scomparso Tametaka, con cui la donna, già sposata, aveva una relazione. In un arco di tempo che copre circa tre anni della vita della protagonista, viene descritto il fitto scambio di poesie e di sentimenti tra i due amanti. Dopo aver convinto la dama a trasferirsi nella sua dimora (documenti storici collocano questo evento nel dicembre del 1003) il principe Atsumichi si ritrova al centro di scandalo, suscitando molto scalpore a corte. La narrazione si ferma quando la sposa principale del principe si vede costretta a trasferirsi altrove, infastidita dalla protagonista. Fonti storiche ci dicono che la loro storia d'amore durerà fino al 1007 quando anche il principe Atsumichi morirà, come il fratello, prematuramente.